# Mei Xiaohan
Mei Xiaohan (em chinês:  梅 笑寒; Anhui, 11 de novembro de 1996) é uma jogadora de polo aquático chinesa.

## Carreira
Mei fez parte da equipe da China que finalizou na sétima colocação nos Jogos Olímpicos de 2016, no Rio de Janeiro.